# 鹿港日茂行
24°03′33″N 120°25′45″E / 24.059040°N 120.429224°E
鹿港日茂行是位在臺灣彰化縣鹿港鎮的縣定古蹟，是原籍福建省泉州府晉江縣永寧的林振嵩所開設之船頭行，為鹿港乾隆至道光年間（1785－1845左右）全盛時期之鹿港八郊中的泉郊裡最大的船頭行，乾隆至道光二十年（1840年）之間為鹿港首富。
1998年時尚未指定為古蹟的日茂行因鹿港鎮公所的道路開闢工程遭到拆除，引起林家後裔與當地有心保護古蹟者反彈而向彰化縣政府反應，工程因而暫緩，最後日茂行在2000年7月14日正式公告為古蹟，2003年進行修復，於2005年12月完工。是鹿港最大的商行（目前保存良好）

### 沿革

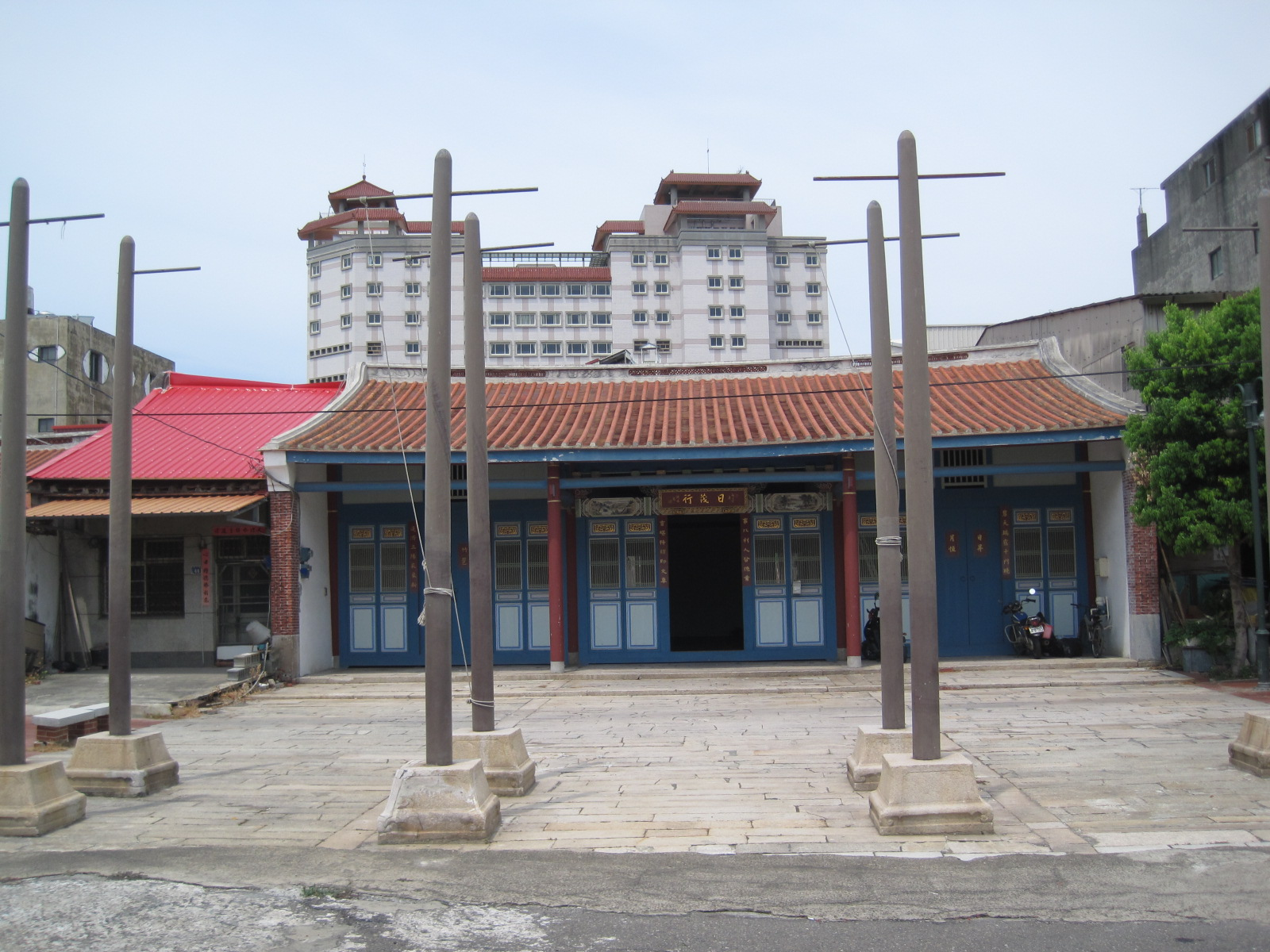
日茂行前埕與磉石

日茂行創辦人林振嵩於乾隆三十年（1765年）時來到鹿港，最初販鹽致富，後來改從事貿易，創辦「日茂行」。清乾隆四十九年（1784年）鹿港成為正口，與泉州蚶江通商，林振嵩可能於此時於今址建設日茂行之建築。此時林振嵩三子林文濬來臺協助父親經營日茂行業務，使得日茂行蓬勃發展，成為鹿港首富，日後在乾隆五十一年（1786年）時日茂行已有雄厚經濟實力可以承擔鹿港龍山寺的遷移工程。
乾隆五十三年（1788年）林振嵩因母喪而返鄉，日茂行則交由三子林文濬負責，其業務日益發展，在嘉慶二十一年（1816年）翻新改建。而林文濬於道光六年（1826年）逝世後，由其五子林廷璋繼承日茂行，然而此時鹿港已經因為港口淤塞逐漸沒落，日茂行也由於鹿港失去航運功能而衰微。
二次大戰之後，日茂行曾在民國五十六年（1967年）進行整修。民國六十三年（1974年）時漢寶德等學者專家曾受委託對鹿港古老建築評鑑，此時日茂行並未被列為古蹟，後來在民國八十七年（1998年）5月17日時鹿港鎮公所開闢道路時拆除了日茂行部分結構，引起林家後代與當地有心人士不滿並向彰化縣政府反應，而使得工程暫停。而在當年10月1日，在日茂行舉辦了「歷史之心」活動，企圖結合前衛藝術家的表現能力來再現歷史空間，但過程中卻因為裝置藝術之設置而引發地方居民與學者、藝術家之間的爭議。後來在文化資產保存法修正後的民國八十九年（2000年）6月20日，於彰化縣縣定古蹟審查會上將日茂行列為縣定古蹟，並於同年7月14日公告。

## 建築

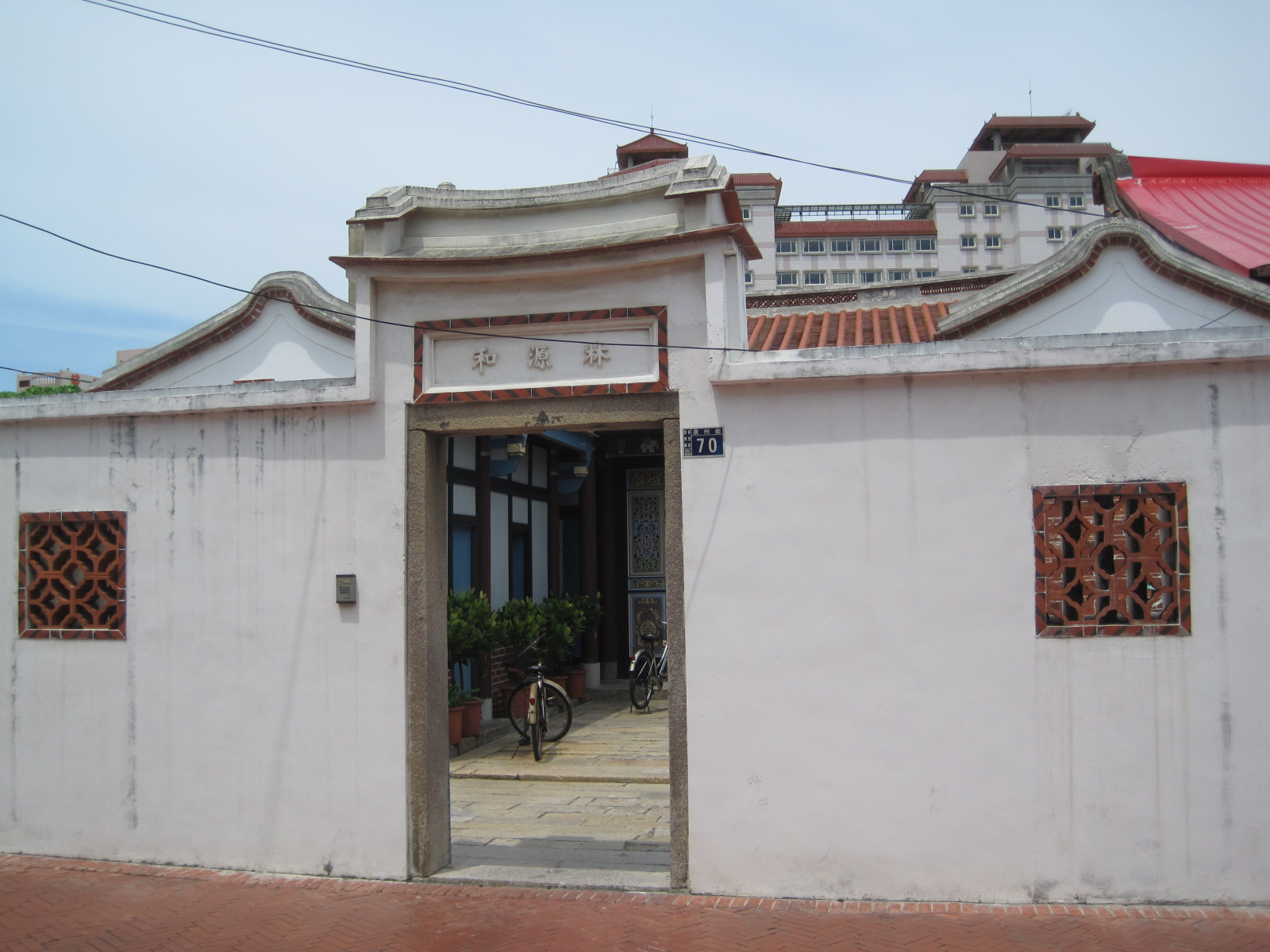
日茂行的小合院

日茂行為磚木建築，原有三進，但第一進部分已經不存，今只餘後兩進，均面寬三開間，旁邊有一小合院。門廳前有一大埕，擺有許多磉石，是過去郊商往來所用的旗杆座及酬神時演戲用的戲臺石。
其內文物有林文濬所書的「日茂行」門額與「鰲波東注」、「大觀」等匾，此外還有民國五十六年（1967年）重修時由鹿港匠師施金義承做之正廳彩繪、和美陳穎派施作之彩繪與書法家歐陽錦華的墨跡，但其中「日茂行」門額在道路工程中受損斷成兩截，現由其後人保管。